# Jean-Charles Karmann
Pour les articles homonymes, voir Karmann.
 (juillet 2013).
Jean-Charles Karmann, né le 22 juin 1963 à Nogent-sur-Marne, est un cuisinier, auteur de livres de cuisine français photographe culinaire et pilote automobile français. 

## Biographie

### Enfance
Son père, Pierre, chirurgien-dentiste à Aubigny-sur-Nère a aussi été le maire du village de 1971 à 1977. Josiane, sa mère, a toujours aidé son père et s’est occupée lui et de sa sœur Diane. Il est le neveu de l'acteur réalisateur français Sam Karmann. 
Il passe toute sa jeunesse et le début de ses études à Aubigny-sur-Nère puis à Tours et au Val d'Arly en Savoie. Depuis son enfance il souhaite être cuisinier, et décide en 1979 de passer un CAP de cuisine classique (option A).  

### Début de carrière
De 1979 à 1981, il est apprenti à l'auberge des Templiers aux Bezards dans le Loiret, établissement qui compte deux étoiles au Guide Michelin. En 1981, il est chef de partie dans le restaurant doublement étoilé d'Henri Faugeron dans le 16e arrondissement de Paris. Il doit un temps mettre sa carrière de cuisinier entre parenthèses pour effectuer son service militaire.
À son retour de l'armée en 1983, il trouve un poste de second de cuisine dans le restaurant de Gérard Pangaud à Boulogne-Billancourt (2 macarons au Guide Michelin). Il travaillera par la suite dans plusieurs autres restaurants comme aux Ursins dans le Caviar, en tant que chef de cuisine, à l'Hôtel Crillon (2 étoiles au guide Michelin) à Paris en tant que chef poissonnier, puis à l'Hôtel Le Bristol (2 étoiles également) en tant que chef saucier.

### Carrière de chef cuisinier
Il tient, de 1989 à 1994, le poste de chef de cuisine au restaurant Le Volant dans le 15e arrondissement de Paris puis ouvre ses propres établissements : Le Driver's en 1994 dans le 16e arrondissement de Paris et le restaurant La Terrasse du Musée en 2000 dans l’enceinte du musée d'art moderne de la ville de Paris.
Parallèlement à sa carrière de chef cuisinier, il ouvre en 1999 la société JC Karmann Conseils, dédiée aux acteurs du secteur de la gastronomie.

## Carrière sportive
Sa première participation en rallye automobile a lieu en 1989 au rallye de l'Atlas sur une Renault Fuego préparée par les frères Marreau. En suivra la même année le rallye du Maroc avec Georges Houel.
Parallèlement à sa carrière de pilote automobile, il débute en course motonautique en  1992 en formule S 850 dans la course des 24 Heures Motonautiques de Rouen. Il s’alignera pendant quinze ans dans cette course. Il débute l’année suivante, 1993 avec André Ligier en formule 3000. 
En 1996, il s’engage avec sa sœur Diane aux 24 Heures motonautiques de Rouen en formule T850. Il participera à d'autres courses motonautiques en France jusqu'en 2003.
Jean-Charles Karmann participera également à la course en motoneige, Les 12 heures de Manawan sur le lac Saint-Jean au Canada.

## Ouvrages
En 2003, il signe un contrat avec La martinière pour la sortie de son premier livre Mes 100 recettes de fromages. Il publie d'autres livres de recettes abordant d'autres thèmes (l'œuf, le foie gras, etc.) dans lesquels il fait partager aux lecteurs son expérience de chef de cuisine à travers ses recettes.

## Palmarès sportifs

### Courses automobiles
1989
- Rallye de l’Atlas au Maroc, Renault Fuego avec Georges Houel
- rallye du Maroc, Renault Fuego avec Georges Houel

1990
- Rallye Monte-Carlo avec Stéphane Mourret avec une Citroën AX Sport
- Rallye Lyon charbonnières championnat de  France des rallyes dans une Citroën AX Sport avec Stéphane Mourret

1991
- Rallye Monte-Carlo dans une  Peugeot 309 GTI avec Frank Bondrille

1992
- Rallye Monte-Carlo dans une Lancia Delta HF Integrale avec  Georges Houel

1993
- Rallye Monte-Carlo dans une Peugeot 205 GTI avec Stéphane Lamarre

1994
- Rallye Monte-Carlo  dans une Alfa Romeo 33 Q4 avec Georges  Houel
- Rallye des 1000 lacs manche finlandaise du championnat du monde des rallyes dans une Skoda Favorit 136 L avec Patrick Pollet
- Rallye Costa Smeralda en Sardaigne pour le championnat d’Europe dans une  Renault Clio avec Alain Raymond

1995
- Rallye Monte-Carlo dans une Skoda Favorit 136L avec Patrick Pollet
- Rallye Costa Smeralda en Sardaigne pour le championnat d’Europe dans une Skoda Favorit 136 L avec Patrick Pollet

1996
- Rallye Monte-Carlo dans une Skoda Favorit 136L avec Patrick Pollet
- Rallye des 1000 lacs manche finlandaise du championnat du monde des rallyes dans une Skoda Favorit 136 L avec Patrick Pollet

1997
- Rallye des 1000 lacs manche finlandaise du championnat du monde des rallyes dans une Skoda Favorit 136 L avec Patrick Pollet
- Rallye du Liban championnat du Moyen-Orient dans une Skoda Favorit 136 L avec Patrick Pollet
- TAP Rallye du Portugal manche portugaise pour le championnat du monde des rallyes  dans une Skoda Favorit 136 L avec Patrick Pollet

1998
- Rallye 24 Heures d’Ypres en Belgique dans une Skoda Favorit 136L avec Patrick Pollet
- Rallye d’Antibes, rallye d’azur dans une Peugeot 205 GTI, avec Patrick Pollet
- Arctic Lapland Rallye en Finlande pour le championnat d’Europe dans une Skoda Favorit 136 L avec Patrick Pollet
- 24 heures Sur Glace de Chamonix  dans une Venturi 400 avec Denis Machetto

2003
- 24 heures Tout-Terrain de Paris dans une Hummer avec Jean-Christophe Aberton

### Courses nautiques
1992
- 24 Heures motonautiques de Rouen en formule S 850 avec Marc Pachot et Étienne Morin
- 3 Heures de Viry-Châtillon, en T 850

1993
- 24 Heures motonautiques  de Rouen en formule 3000 avec André Ligier
- 3 Heures de Viry-Châtillon, en T 850
- Épinay-sur-Seine en formule S 850 pour le championnat du monde.

1994
- 3 Heures de Viry-Châtillon, en T 850
- 1er aux 3 Heures de Vernon sur Eure, en formule 3000

2000
- 3e aux 24 Heures Motonautique de Rouen

2003
- 4e au championnat du monde d’endurance Cl 2.